# Jonathan Powell
Pour les articles homonymes, voir Powell.
Pour le pianiste, voir Jonathan Powell (pianiste).
Jonathan Nicholas Powell (né le 14 août 1956) est un diplomate britannique, chef de cabinet du Premier ministre du Royaume-Uni pendant tout le mandat de Tony Blair, de son élection en 1997 jusqu'à sa démission en 2007. Il joue un rôle de proche conseiller politique. Le 7 décembre 2007, il rejoint la banque Morgan Stanley.

## Enfance
Powell est le fils du vice-maréchal de l'air John Frederick Powell. Il a trois frères: Charles, qui est conseiller en politique étrangères de l'ancien Premier ministre britannique Margaret Thatcher; Chris, un ancien publicitaire; et Roderick.
Powell est scolarisé à la Cathedral Choir School et au King's School de Canterbury, et étudie l'histoire à l'University College d'Oxford et à l'Université de Pennsylvanie. Il travaille pour la BBC et la Granada TV.

## Carrière diplomatique
Powell rejoint le ministère des Affaires étrangères britannique, le Foreign Office, en 1979. Il est en poste à Lisbonne comme troisième puis second secrétaire, ensuite à Stockholm en 1986 et à Vienne en septembre 1986. En novembre 2010 Powell écrit un article pour le journal The Guardian dans lequel il critique la publication par WikiLeaks du contenu des câbles diplomaques américains. Il affirme qu'"il est très difficile de mener une diplomatie efficace lorsque vos délibérations confidentielles sont rendues publiques de cette manière. La confiance mutuelle est la base de ces relations et une fois la confiance trahie, les conversations franches sont moins probables. C'est comme avoir une conversation dans un pub avec votre meilleur pote au sujet des problèmes avec votre petite amie, puis de trouver le contenu, éventuellement un peu déformé, affiché sur Internet. Vous n'aurez plus ce genre de conversation avant longtemps."

## Chef de cabinet du Premier ministre britannique
Powell quitte le service diplomatique pour devenir le chef de cabinet du chef de l'opposition Tony Blair en 1995. Après la victoire électorale du Labour en 1997, Powell suit Blair à Downing Street.
Dans les premières années de l'administration Blair, une de ses plus importantes missions sont les pourparlers de paix en Irlande du Nord qui aboutirent aux accords du Vendredi Saint. En mars 2008, Powell demande que la méthode appliquée avec succès en Irlande du Nord soit aussi utilisée dans la lutte contre le terrorisme. Il suggère que les gouvernements occidentaux parlent avec Al-Qaïda et les talibans, comme le gouvernement britannique le fit avec l'IRA Provisoire pour permettre la paix en Irlande du Nord. Sa proposition fut publiquement rejetée par le ministère britannique des Affaires étrangères. Son livre Great Hatred, Little Room: Making Peace in Northern Ireland détaille les négociations qui conduisirent à l'accord de partage du pouvoir en Irlande du Nord.
Powell est à la fois le bras droit de Blair dans son cabinet et son conseiller de confiance dans de nombreuses affaires politiques. The Guardian le décrit comme « au cœur de toutes les initiatives clefs de la politique étrangère de Tony Blair. » Il a sans doute été interrogé deux fois par la police, la deuxième fois sous serment, pendant l'enquête Cash for Honours. Alors que de nombreux membres du kitchen cabinet – dont Campbell – durent partir avant la démission de Blair, Powell resta à Downing Street jusqu'en juin 2007.

## Enquêtes
Le rôle de Powell comme chef de cabinet de Blair est scruté à la loupe pendant l'enquête Hutton, qui suivit la mort du Dr David Kelly en 2003. Powell déposa lors de l'enquête le 18 août, et décrivit plusieurs réunions importantes auxquelles il participa et pendant lesquelles on discuta du Dr Kelly avant que son nom apparaisse dans les médias. Un courriel envoyé par Powell au président du Comité conjoint du renseignement (JIC) John Scarlett en septembre 2002 fut aussi mis en avant : il semble suggérer qu'un dossier sur la menace posée par l'Irak aurait dû être renforcé. De nombreux commentateurs ont critiqué le style de gouvernance de Powell, décrit comme trop informel, certains parlant de « gouvernement canapé » car de nombreuses réunions eurent lieu dans une ambiance détendue, sans prises de notes appropriées. Les deux rapports Hutton et Butler indiquent que Powell était très proche de Blair.
Le 18 janvier 2010 Powell dépose lors de l'Iraq Inquiry.

## Ressources

### Livres sur Powell
- Great Hatred, Little Room: Making Peace in Northern Ireland, The Bodley Head, 2008.  (ISBN 1-84792-032-2).
- The New Machiavelli: How to Wield Power in the Modern World, The Bodley Head, 2010.  (ISBN 1-84792-122-1).

### Radio
- On Machiavellian Politics Jonathan Powell parle à la BBC The Forum
- Jonathan Powell, le mercenaire de la paix, Jonathan Powell parle à France Culture, Le Monde des espions, saison 2 : les nouveaux corsaires

### Origine du texte
- (en) Cet article est partiellement ou en totalité issu de l’article de Wikipédia en anglais intitulé « Jonathan Powell (Labour adviser) » (voir la liste des auteurs).